# (1151) Ithaka
(1151) Ithaka es el asteroide número 1151 situado en el cinturón principal. Fue descubierto por el astrónomo Karl Wilhelm Reinmuth  desde el observatorio de Heidelberg, el 8 de septiembre de 1929. Su designación alternativa es 1929 RK. Está nombrado por la isla griega de Ítaca.